# 阮氏雪蓉
阮氏雪蓉（1993年12月13日—），越南平陆人，女子足球运动员，司职中场。2014年，她获得了越南女子足球运动员金球奖。在2015年对阵马来西亚的比赛中，她直接从角球中攻入两球。第一个进球是用她的左脚打进的，第二个进球是用她的右脚打进的。2017年，入选巾帼百名，是首位入选本榜单的越南运动员。

## 相关链接
- Soccerway資料庫：阮氏雪蓉
- | 小作品圖示 | 这是一篇與越南人物相關的小作品。您可以编辑或修订扩充其内容。 |